# جانيت ديلي
جانيت ديلي (بالإنجليزية: Janet Dailey)‏ (21 مايو 1944، ستورم ليك في الولايات المتحدة - 14 ديسمبر 2013، برانسون في الولايات المتحدة)؛ كاتِبة وروائية أمريكية.

## روابط خارجية
- جانيت ديلي على موقع IMDb (الإنجليزية)
- جانيت ديلي على موقع قاعدة بيانات الفيلم (الإنجليزية)